# Óscar Recio
José Óscar Recio Arreola (n. 23 de junio de 1989 en Monterrey), es un futbolista mexicano, que juega en la posición de lateral izquierdo en el Club de Fútbol Indios.

## Historia

### Antes de ser futbolista profesional
Sus inicios se dieron en el Colegio Americano Anáhuac (cougars) en San Nicolás de los Garza, Nuevo León a los 6 años de edad bajo el mando de los entrenadores Luis Octavio Villanueva Pérez y Hugo Martínez Arreozola. Después de un juego amistoso contra el equipo Caribú donde jugaban Giovanni Dos Santos y Jonathan Dos Santos, Zizinho - el entrenador -, lo invitó a unirse a sus filas. Se une a este equipo que se llamó entonces Sao Paulo (en honor al primer equipo profesional de Zizinho). Con este equipo lograron 1 campeonato estatal, 1 campeonato nacional y 1 campeonato en la Copa Dallas. En 2001, Rayados de Monterrey invitá a Zizinho Dos Santos a encargarse del equipo de las fuerzas básicas. Es así como logran el campeonato nacional y viajan representando a México en París en la Copa de Naciones organizada por Danone en marzo de 2002. Si bien no logran el campeonato, Giovanni es visto y contratado por el Barcelona. Así, al regreso, las fuerzas básicas del Monterrey las toma ahora un nuevo entrenador y los inscribe en la Liga Profusoc, posteriormente José Oscar es invitado a la Tercera División a los 15 años en donde juega 2 años.

### Club de Fútbol Monterrey
Inició con los Club de Fútbol Monterrey de la Segunda División, empezó una buena campaña con el equipo de segunda división jugó 7 partidos en los cuales en uno de ellos metió su primer gol oficial en Segunda División en pleno torneo lo mandan llamar al equipo de Rayaditos "A" jugó solo 1 partido, pero no fue en vano ir a la Primera "A" ya que Gerardo Giménez lo dejó en Rayaditos "A" por lo que tuvo participación jugó 4 partidos en ellos uno metió gol, Oscar Recio siguió intentando mejorar hasta un día Ricardo Lavolpe lo vio y lo motivó a Ricardo Lavolpe y se lo llevó al equipo Mayor. duró 4 jornadas sin jugar parecía que iba a debutar en la jornada 4 contra Tecos pero la expulsión de Felipe Baloy afecto al equipo lo que Ricardo La Volpe cambia sus tácticas y pone a Hiber Ruiz en la cancha, en la jornada 5 logro su debut contra Cruz Azul entrando de titular ya que Felipe Baloy y Diego Ordaz fueron expulsados en el partido contra Tecos, jugó los 90 minutos pero para su mala fortuna aún no logra convencer al técnico.
También participó en el clásico regio #87 en el cual tuvo una actuación muy discreta en el partido.
Actualmente es uno de los jóvenes más prometedores y con más futuro en el fútbol mexicano, seguramente actuara en las disputas internacionales de México en los siguientes partidos. Con un espíritu 100% deportivo el Kolapzo como es llamado ha logrado convencer a los grandes.

### Selección Sub 20
Este jugador también fue integrante de la selección Sub 20 que participó en los panamericanos Río de Janeiro 2007, ya que hizo muy buen labor para llevarse su medalla de bronce.